# Oppositionens bulletin
Oppositionens bulletin (ryska: Бюллетень оппозиции) var en rysk tidning, grundad av Lev Trotskij år 1929. Bland artikelämnena fanns analyser av situationen inom bolsjevikpartiet, Sovjetunionens inrikespolitik samt förtrycket mot oppositionella.
Initialt trycktes tidningen i Paris; därefter blev Berlin tryckort, men redaktionen flyttade tillbaka till Paris, när Adolf Hitler i januari 1933 utnämndes till rikskansler. I samband med andra världskrigets utbrott 1939 flyttade man till New York. Tidningens fyra sista nummer publicerades efter mordet på Trotskij i augusti 1940.
Bland tidningens skribenter fanns Trotskijs son Leon Sedov, Jevgenij Preobrazjenskij, Karl Radek, Christian Rakovskij, Ivar Smilga, Lev Sosnovskij, Ante Ciliga och Kote Zinzadse. Tidningen publicerade även artiklar från anonyma skribenter, exempelvis vittnesmål från oppositionens hemliga anhängare.